# Divlja svinja
Divlja svinja (lat. Sus scrofa), bliski je rođak domaće svinje, živi u čoporima uglavnom oko vlažnih šuma. To je krupna divlja životinja koja se dosta lovi jer je u nekim zemljama jako brojna. Za tu brojnost je zaslužan veći broj mladih i vrlo malo prirodnih neprijatelja. Izuzetno brzo trči, ali dobar je i plivač. Odrasli primjerci mogu biti visoki od 90 – 100 cm, a dugački od 120 – 160 cm. 

## Opis
Masa im varira ovisno koje je godišnje doba i može prijeći 300 kg kod mužjaka, vepra, dok ženke mogu biti teže od 150 kg. Ženke postaju spolno zrele s 10 mjeseci, a mužjaci nekoliko mjeseci kasnije. Međutim, ne pare se prije navršenih 18 mjeseci, osim ako nije došlo do poremećaja prirodne ravnoteže. Zubi, očnjaci, su tako postavljeni u vilici da se donji, očnjaci, uvijek preklapaju s gornjim zubima. Na taj način zubi se oštre. Dugi su 28 cm, nazivaju se brusači i sjekači. Kod mužjaka se nazivaju kljove, i znatno su veći, a kod ženke klice, i manje su nego kod mužjaka. Veličina kljova mužjaka ovisi o njegovoj starosti, što je svinja starija ima veče i oštrije kljove. Divlja svinja ima boju krzna smeđe boje, tako da se uklapa u okolinu. Ženka oprasi 6 do 12 mladih. Mladi, kada se tek oprase, imaju karakteristične uzdužne bijele pruge koje im ostaju do drugog mjeseca starosti.
Period parenja divlje svinje odvija se od polovice studenoga do početka veljače. U tom periodu može doći do borbi između mužjaka, jer glavna ženka obilježi teritorij na više mjesta i to je znak da će sve ženke iz čopora biti u parenju za dvije nedjelje. Nakon borbi s drugim mužjacima, najjači mužjak ostaje s čoporom oko mjesec dana i za to se vrijeme pari sa svim ženkama iz čopora. Nakon toga razdoblja vraća se usamljeničkom životu.
Često žive u šumama u blizini vodotoka. Vole kaljuže i često se valjaju u njima. Na taj način se osvježavaju i rješavaju se kožnih parazita. Za odmor koriste brlog, ali prije nego što legnu u njega prvo neko vrijeme sjede. Način pridizanja je takav što prvo sjednu promatrajući okolinu, pa tek zatim ustaju. Za veprove je karakteristično da žive usamljeničkim životom, a čoporu se priključuju samo u vrijeme parenja. Razdoblje parenja divljih svinja naziva se bucanje. Mladi veprovi se često nalaze u blizini čopora, ali nikada kao njegov dio. Kada se promatra kretanje krda, uoči se kako se na čelu kreće najstarija ženka. Po načinu ishrane spada u svejede, što znači da će pored hrane biljnog porijekla pojesti životinje koje može savladati, pa će čak jesti i strvine.

## U mitologiji
U grčkoj mitologiji poznate su dvije divlje svinje: Erymathianova divlja svinja koju je ubio Heraklo u jednom od dvanaest Heraklovih zadataka i Kaldonijska divlja svinja koju je ubio neki od ostalih grčkih heroja.